# Каракевич Роман Васильович
Рома́н Васи́льович Караке́вич (* 13 листопада 1981, Шкло, Яворівський район, Львівська область) — український футболіст, нападник.

## Кар'єра гравця
Професійні виступи розпочав 2002 року, провівши 3 гри у складі команди «Сокіл» (Золочів), що виступала у другій лізі чемпіонату України. 2003 року перейшов до команди ААФУ «Рава» (Рава-Руська), разом з якою виборов право повернутися до другої ліги. Наступного ж сезону (сезон 2003—2004) став найкращим бомбардиром другої ліги, забивши 21 гол у 27 матчах.
Молодий забивний форвард привернув увагу клубів вищої ліги і наступний сезон Каракевич розпочав у складі вищолігового запорізького «Металурга». Дебют у вищій лізі відбувся 15 липня 2004 року в грі проти бориспільського «Борисфена» (нічия 1:1). Примножити свій гольовий доробок в елітному дивізіоні гравцеві не вдалося — за півтора сезони, проведених у Запоріжжі, взяв участь у 27 матчах, але лише одного разу відзначився забитим голом.
На початку 2006 року лишає «Металург» і наступні півтора року проводить у першій лізі, виступаючи послідовно у луганській «Зорі», київській «Оболоні» та луцькій «Волині» (по півсезону у кожній з команд). Повертається до вищої ліги в сезоні 2007—2008 у складі новачка елітного дивізіону «Нафтовика-Укрнафта» з Охтирки. 8 голів, забитих Каракевичем у цьому сезоні, не допомагають команді залишитися у вищій лізі і сезон 2008—2009 гравець разом із командою розпочинає у першій лізі.
На початку 2009 року разом з низкою інших гравців «Нафтовика» проходить оглядини на тренувальних зборах криворізького «Кривбаса», за результатами яких разом із захисником Сергієм Карпенком укладає з цим клубом контракт. Після року, проведеного у Кривому Розі, обидва гравці на початку 2010 року повернулися до «Нафтовика» на умовах оренди. 
В липні 2011 р. дебютував у складі польської команди «Мотор» (Люблін).

## Досягнення
- Найкращий бомбардир другої ліги чемпіонату України 2003—2004.